# Grosses vollständiges Universal-Lexicon
De Grosses vollständiges Universal-Lexicon aller Wissenschafften und Künste (te vertalen als "Grote Complete Encyclopedie van alle Wetenschappen en Kunsten") is een 68-delen tellende Duitse encyclopedie, gepubliceerd door Johann Heinrich Zedler tussen 1732 en 1754. Het was de eerste encyclopedie die biografieën bevatte van nog levende mensen.

## Titel
De boekenverkoper en uitgever Zedler publiceerde zijn encyclopedie in Leipzig onder de volledige naam "Grote Complete Encyclopedie van alle Wetenschappen en Kunsten die tot dusver zijn uitgevonden en verbeterd door menselijk kunnen: inclusief de geografische en politieke omschrijving van de hele wereld volgens alle koningshuizen, keizerrijken, staten, republieken, vrije soevereiniteiten, landen, steden, zeehavens, forten, kastelen, autoriteiten, kloosters, bergen, passen, wouden, zeeën, meren... en ook een gedetailleerde historische en genealogische om schrijven van ’s werelds slimste en meest beroemde familielijnen, het doen en laten van koningen, keizers, prinsen, grote helden, ministers, oorlogsleiders... ; eveneens over het beleid van alle staten, oorlog en wetgeving en budgettaire zaken van de adel en de burgerij, handelaren, kunst".
Zedler noemde de encyclopedie zelf "Zedler's Encyclopaedie" (Zedlersches Lexikon).

## Redacteuren
Zedler's encyclopaedie was de eerste waaraan redacteurs werkten die zelf specialisten waren op het gebied van de onderwerpen die in de encyclopedie aan bod kwamen. Tevens was het de eerste encyclopedie die niet was vernoemd naar de bedenker of de redacteur, maar naar de drukkerij.
De voornaamste redacteuren waren Jacob August Franckenstein (volumes 1-2), Paul Daniel Longolius (volumes 3-18), en Carl Günther Ludovici (volumes 19-64).
Er is niet veel bekend over de individuele auteurs van de encyclopedie, maar mogelijk waren enkele van hen Johann Christoph Gottsched, Johann Mencke, en Johann Rother.

## Druk
De encyclopedie werd voor het eerst gedrukt in het Duits. Destijds werd beweerd dat het de grootste encyclopedie op het westelijk halfrond was. De encyclopedie verscheen eerst in 12 delen, wat later werd uitgebreid naar 24 en ten slotte de uiteindelijke versie van 64 delen. In totaal bevatte de encyclopedie 750.000 artikelen, verspreid over 62.571 pagina’s. Ludovici zou plannen hebben gehad voor nog meer delen.
De delen werden allemaal gedrukt in de kelder van het Halle-weeshuis, niet ver van Leipzig. Deze drukkerij was in handen van August Hermann Francke's Halle Foundation. Tussen 1961 en 1964 werd de encyclopedie herdrukt in Graz, Oostenrijk.

## Internet
De Beierse Staatsbibliotheek in München heeft de hele encyclopedie gedigitaliseerd, inclusief drie van de later verschenen uitbreidingen.